# Ram Trucks

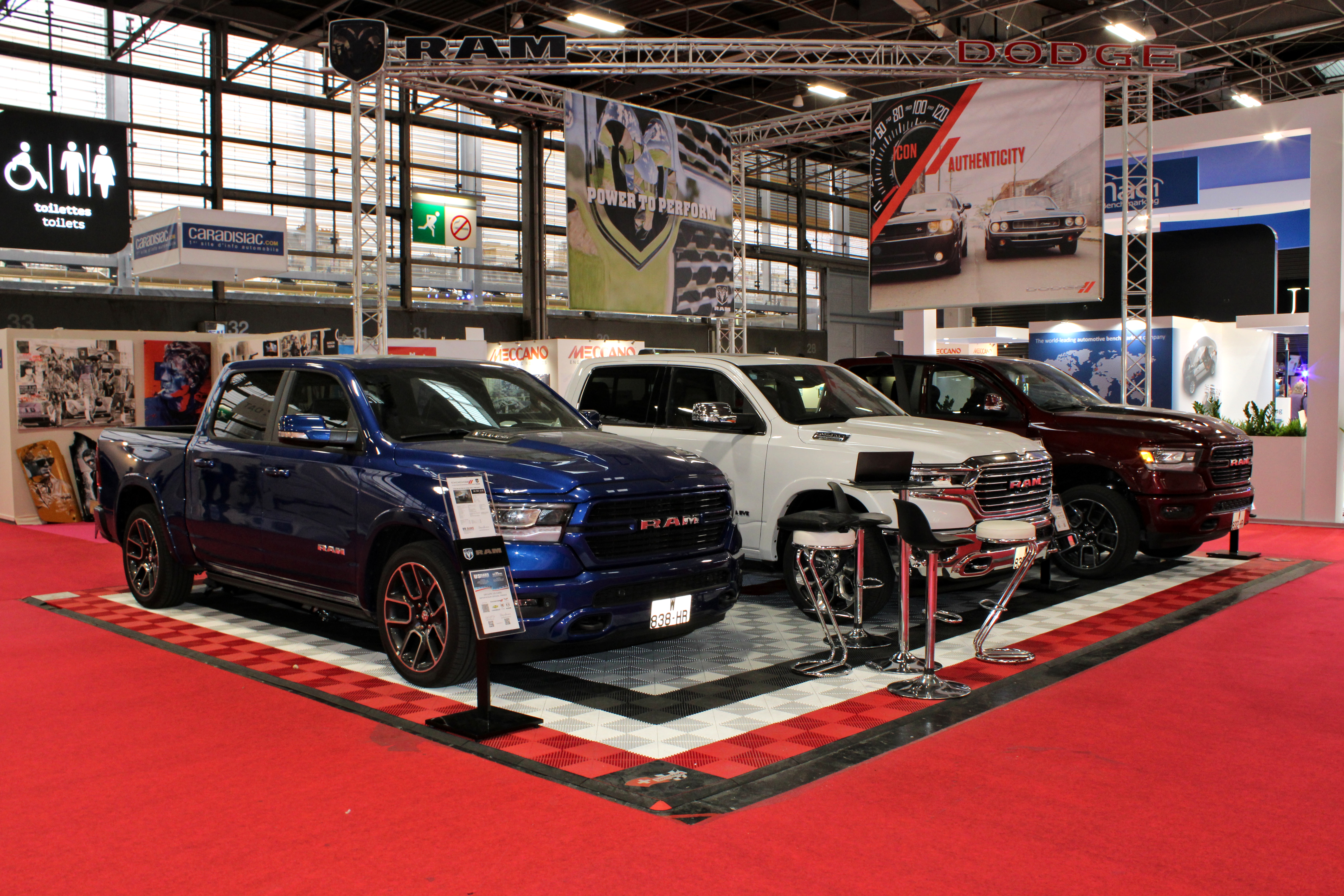
Ram Trucks no Paris Motor Show de 2018

Ram Trucks, estilizada como RAM e anteriormente conhecida como Ram Truck Division, é uma marca americana de veículos comerciais leves a médios, estabelecida em 2010 como uma divisão da FCA US LLC, uma subsidiária da empresa ítalo-americana Fiat Chrysler Automóveis, atualmente Stellantis North America. Foi extraída da marca Dodge, usando o nome da linha de picapes Ram Pickup. O logotipo da Ram Trucks foi originalmente usado como logotipo da Dodge. As caminhonetes "Classic" da Ram são fabricados na fábrica Warren em Warren Michigan e na fábrica de Saltillo em Saltillo, México. Os picapes Ram da nova série são feitas no Sterling Heights Assembly em Sterling Heights, Michigan.

## Histórico
Antes da década de 1970, a Dodge mantinha uma marca separada para caminhonetes, a Fargo Trucks, principalmente para uso fora dos Estados Unidos. Após esse ponto, todos as caminhonetes fabricadas pela Chrysler foram distribuídas sob a marca Dodge.
A Ram Trucks foi estabelecida como uma divisão da Chrysler em 2010, como uma derivação da Dodge, e usando o nome da linha de picapes Dodge Ram que agora é vendida sob a bandeira Ram. Segundo a Chrysler, a marca Ram Trucks se concentrará em "clientes reais de caminhonetes", ao invés de compradores casuais de caminhonetes que as compram devido a sua imagem ou estilo.
A marca Ram foi criada após a aquisição da Chrysler pela montadora italiana Fiat, e os planos exigiam que a Dodge mudasse para uma linha exclusivamente baseada em carros, com todas as picapes e futuras caminhonetes pesadas da Chrysler sendo vendidos sob a marca Ram. Isso começou no ano de 2009. O design do furgão Fiat Ducato foi adotado e é vendido como a Ram ProMaster nos mercados norte-americanos, preenchendo a lacuna criada quando a Daimler encerrou a produção da Dodge Sprinter em 2008. O objetivo era aumentar as vendas de caminhonetes "das atuais 280.000 para 415.000 até 2014".
Executivos da Chrysler declararam sua intenção de competir na categoria de semi-reboques com a Ram, uma possibilidade que é auxiliada pela propriedade da Fiat da Iveco e por uma rede já disponível de revendedores Dodge. Embora as caminhonetes Ram sejam comercializados separadamente dos carros Dodge, o ex-presidente da Divisão Ram Fred Diaz afirmou: "As caminhonetes Ram não são um modelo da Dodge. A Ram usará o Número de Identificação do Veículo como Ram. Precisamos continuar comercializando como Ram, para que a Dodge possa ter uma identidade de marca diferente: moderna, descolada, jovem e enérgica. Isso não se encaixa na campanha para compradores de caminhonetes. Os dois devem ter temas distintos."
Em abril de 2013, o ex-CEO Fred Diaz deixou a RAM para atuar como vice-presidente de vendas e marketing da divisão da Nissan. Ele foi substituído por Reid Bigland.
Em agosto de 2014, o CEO da marca de caminhonetes Ram Reid Bigland foi escolhido para liderar a marca Alfa Romeo na América do Norte. Foi anunciado que o novo chefe da marca Ram Trucks seria o funcionário de longa data da Chrysler, Robert Hegbloom, que ingressou na Chrysler em 1986 e já havia sido diretor da marca Dodge.
O logotipo da marca Ram apresenta a cabeça de um carneiro, anteriormente o logotipo usado pela Dodge.

## Caminhonetes
Para modelos especificamente de mercado externo (projetados pela Chrysler Europe, etc.), veja abaixo.
De 1927 a 1928, todas as caminhonetes construídas pela Dodge foram realmente vendidas com o nome Graham, pois a empresa detinha os direitos de marketing naquele momento.

### Atualmente
- Ram 700 (2014 - presente): A Fiat Strada, um utilitário cupê vendido no Chile, Bolívia, Colômbia e Peru, é vendida como Ram 700 no México e Ram V700 Express no Chile.
- Ram 1000 (2018 - presente): A Fiat Toro, uma picape compacta fabricada no Brasil, é vendida na América Latina como Ram 1000.[7]
- Ram 1200 (2016 - presente): A Fiat Fullback, uma picape de médio porte construída por uma joint venture Fiat-Mitsubishi, é vendida como Ram 1200 nos Emirados Árabes Unidos.[8]
- Ram Pickup (1981 - presente): A linha de produtos principal inclui os modelos 1500, 2500, 3500, 4500 e 5500.
- Ram ProMaster Van (2013 - presente): A linha de vans Fiat Ducato em tamanho integral é vendida como vans Ram ProMaster na América do Norte. A linha inclui os modelos 1500, 2500 e 3500, com as versões de chassi dividido disponíveis.
- Ram ProMaster City (2014 - presente): A van Fiat Doblò é vendida como Ram ProMaster City na América do Norte e Ram V1000 no Chile.
- Ram ProMaster Rapid/Ram V700 Rapid (2014 - presente): A van Fiat Fiorino, com especificações da América Latina, é vendida como Ram ProMaster Rapid no México e Ram V700 Rapid no Chile, Bolívia, Colômbia e Peru.
- Ram V700 City (2018-presente): A van Fiat Fiorino de especificação europeia é vendida como Ram V700 City no Chile.

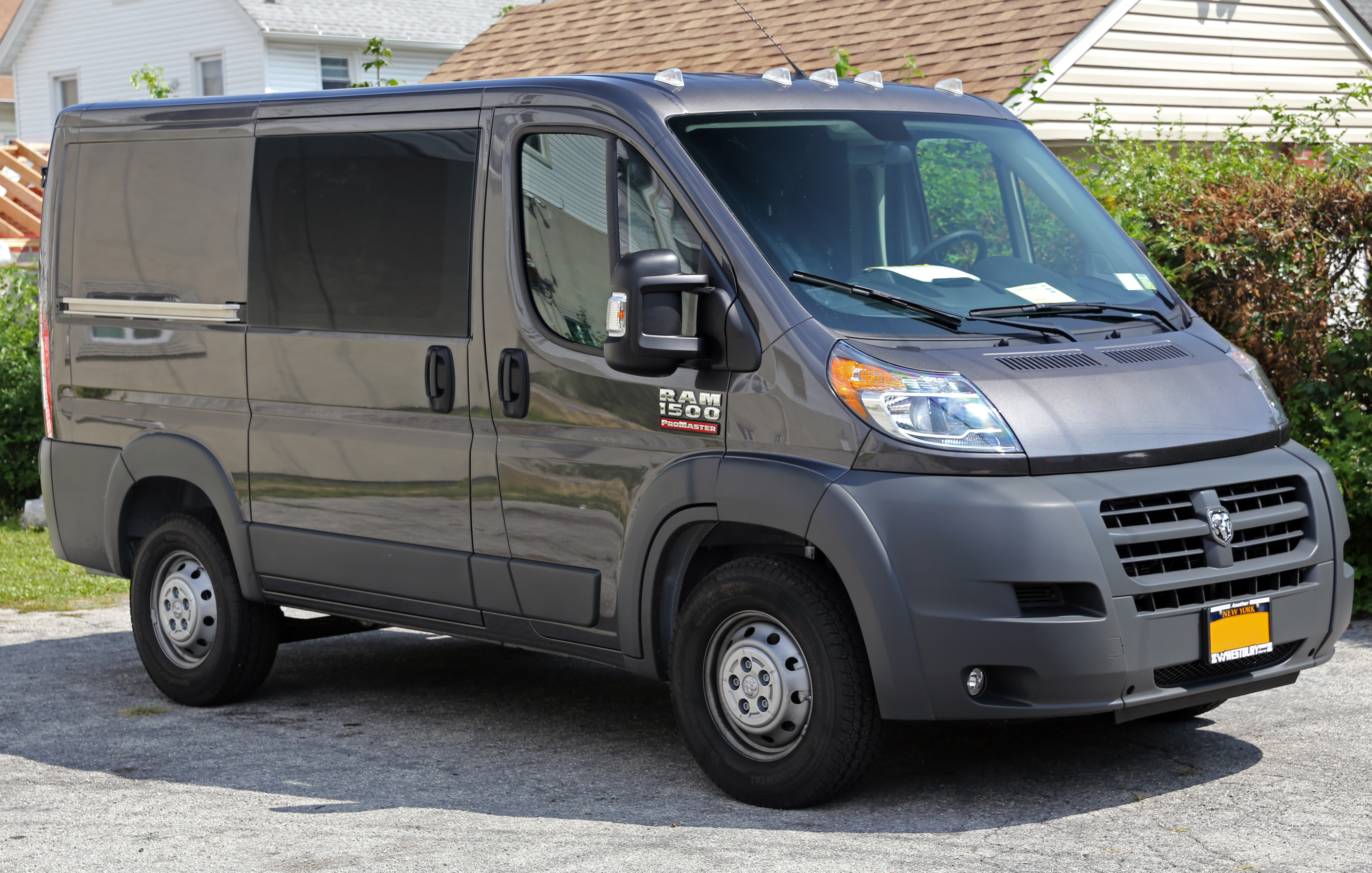
2014 Ram 1500 ProMaster Tradesman SWB std roof
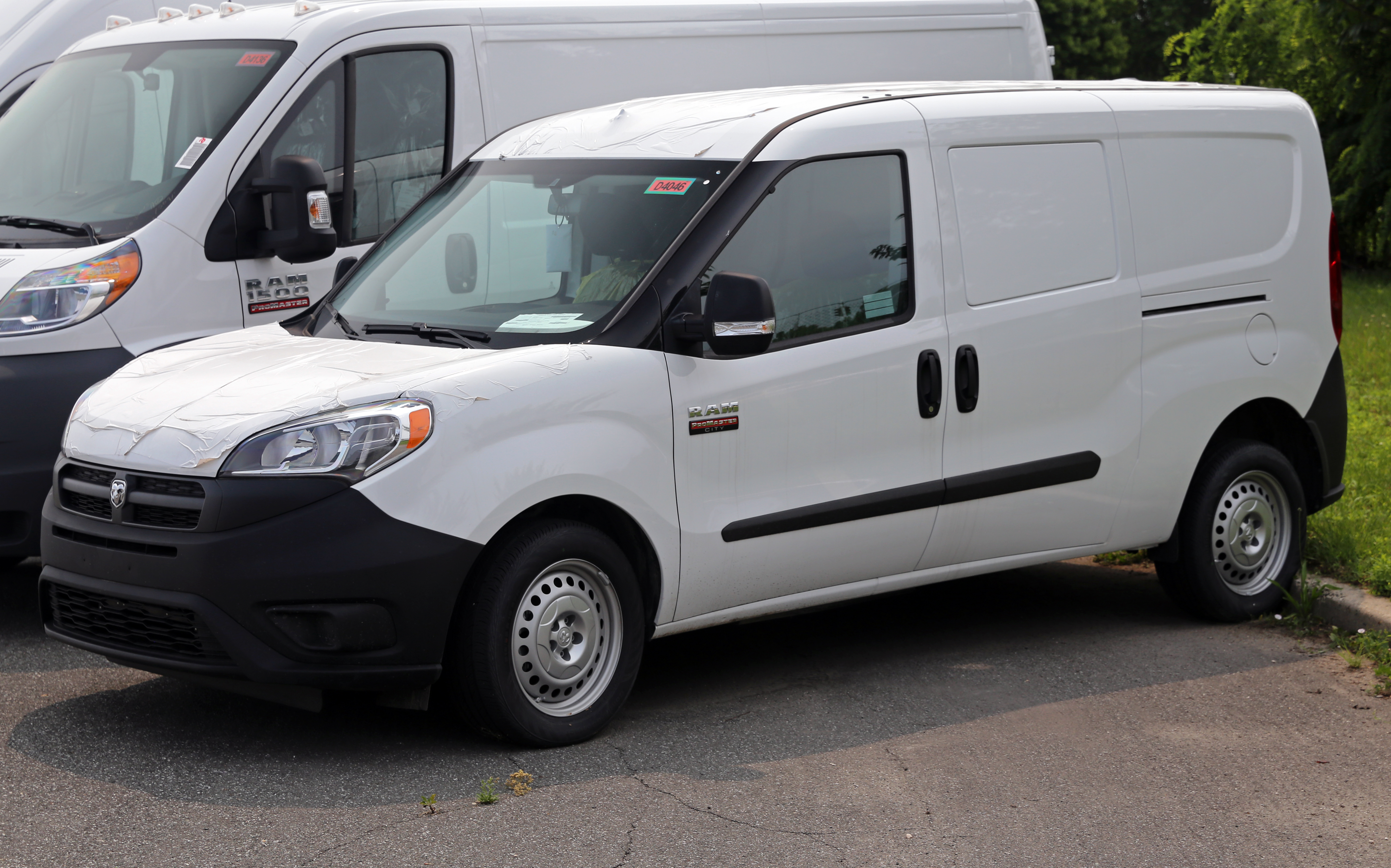
Furgão comercial Ram ProMaster City Tradesman 2015
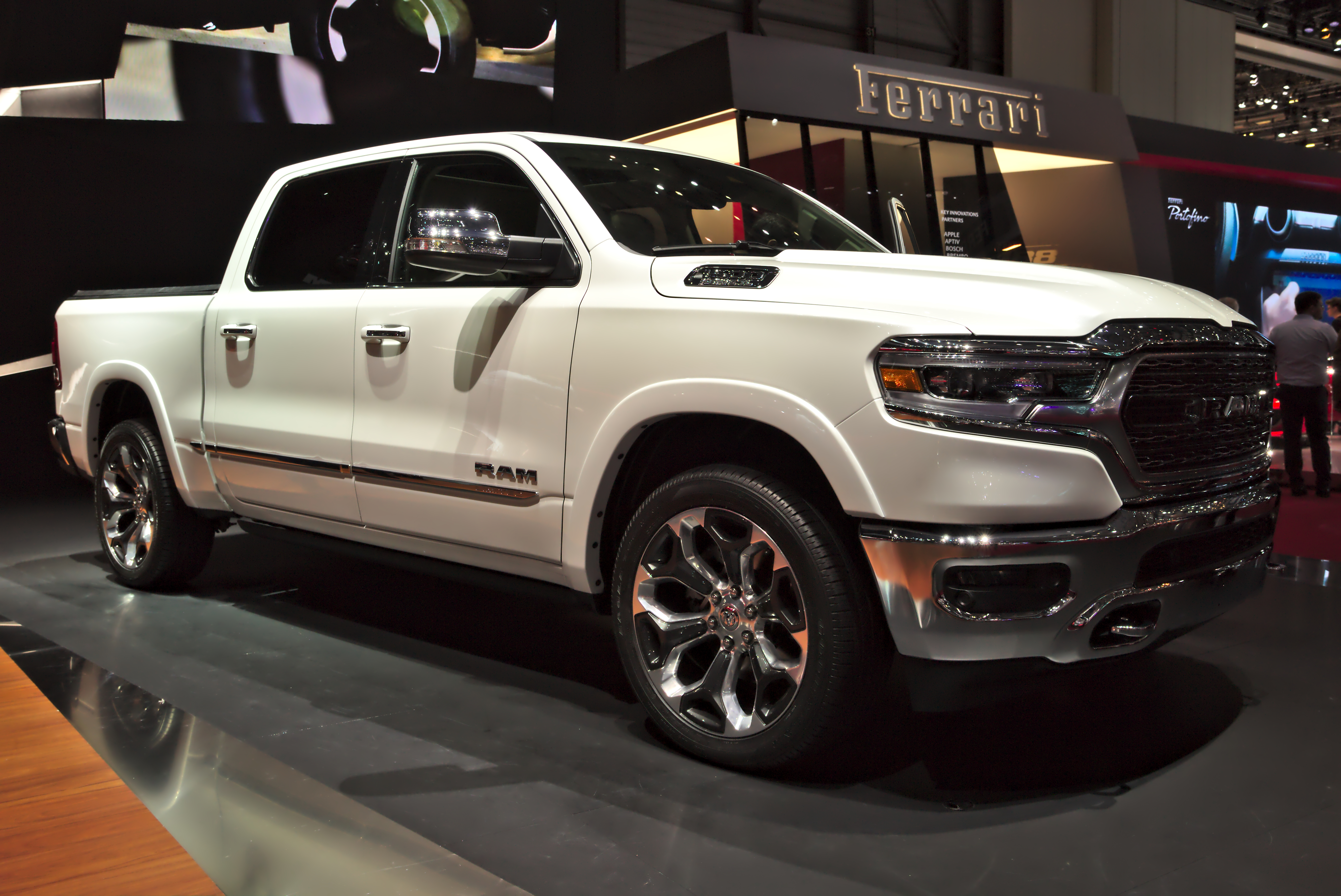
Ram 1500 2019 Crew Cab Limited

### Anteriormente
- Dodge Dakota (1987–2011). Uma picape de médio porte, foi movida para a marca Ram com a linha de picapes em tamanho normal.
- Ram C/V Tradesman (2012–2015). As versões de carga da atual plataforma de minivan Chrysler foram vendidas sob a marca Ram até serem substituídas pela ProMaster City.